# Жемисти (Сарыагашский район)
Жемисти (каз. Жемісті) — село в Сарыагашском районе Туркестанской области Казахстана. Административный центр Жемистинского сельского округа. Код КАТО — 515457100.

## Население
В 1999 году население села составляло 571 человек (281 мужчина и 290 женщин). По данным переписи 2009 года, в селе проживали 2272 человека (1134 мужчины и 1138 женщин).